# Acraea infernalis
Acraea infernalis är en fjärilsart som beskrevs av Ungemach 1932. Acraea infernalis ingår i släktet Acraea och familjen praktfjärilar. Inga underarter finns listade i Catalogue of Life.